# Valentina (drag queen)
Valentina Xunaxi Leyva (Bell, California; 14 de mayo de 1991), más conocida como Valentina, es una drag queen estadounidense de ascendencia mexicana, cantante y celebridad. Participó en la novena temporada RuPaul's Drag Race, en la cuarta temporada de RuPaul's Drag Race: All Stars y fue copresentadora en la primera temporada de Drag Race México.

## Primeros años
Leyva nació el 14 de mayo de 1991 en Bell, California; sus padres son mexicanos. Comenzó a trabajar como drag queen profesional diez meses antes de la filmación RuPaul's Drag Race', aunque previamente ya tenía conocimientos de moda y artes escénicas. En 2015, Valentina ganó una versión de club del concurso Dragula de Boulet Brothers, que ahora es un programa de televisión. Valentina es conocida por representar su personalidad drag con una estética y referencias de la cultura latinoamericana,
Valentina se ha declarado fan de distintos cantantes hispanohablantes, especialmente de Isabel Pantoja, rindiéndole diversos homenajes en sus shows.

## Carrera

### RuPaul's Drag Race
El 2 de febrero de 2017, Valentina fue anunciada como una de las catorce concursantes que compitieron en la novena temporada de RuPaul's Drag Race.
Ganó el reto del segundo episodio, y recibió críticas positivas de los jueces en los episodios posteriores. Tuvo roces con otras concursantes, destacando su polémica con Aja durante un episodio Untucked. Durante el Snatch Game parodió a la modelo colombiana Ariadna Gutiérrez, ganadora de Miss Universo 2015 por unos minutos, haciendo bromas sobre su micro reinado y sobre el país de la ex reina de belleza, lo que causó indignación entre los seguidores de la sincelejana. Sin embargo Gutiérrez mostró su apoyo a la drag queen. En el episodio nueve, Valentina se dejó la máscara que cubría su boca en el lyp sync eliminatorio, durante el cual debía bailar y sincronizar sus labios con la canción Greedy de Ariana Grande, siendo eliminada por no saber la letra de la canción.
Obtuvo la séptima posición, y su eliminación provocó cierta controversia en las redes sociales por ser muy popular entre los seguidores del programa. Más tarde, durante el episodio final donde las concursantesbse reunieron, fue galardonada con el título de "Miss Simpatía"; pero debido a la polémica sobre los votos para este título las demás concursantes cambiaron el título por el de "Miss Favorita de los fans".
Apareció a través de un vídeo mensaje desde Berlín en el episodio final de la temporada 10 para coronar a su sucesora a Miss Simpatía, Monét X Change.

### Otros proyectos

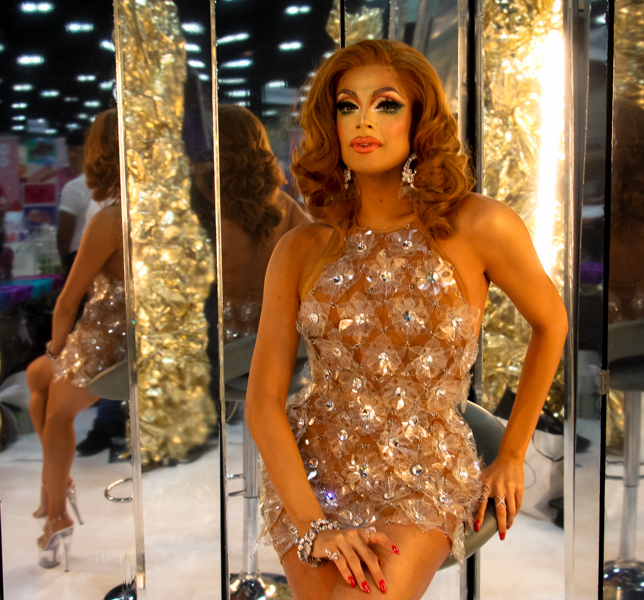
Valentina en el Drag Con 2018.

Tras su participación en RuPaul's Drag Race, Valentina ha realizado la gira mundial Werq the World Tour que le ha llevado por Estados Unidos, Canadá y varios países de Latinoamérica y Europa.
Apareció en el sexto episodio de la vigésima cuarta temporada de America's Next Top Model, en un reto de sesión de fotos junto a las exconcursantes de Drag Race Manila Luzón y Katya. Interpretó el personaje Quiet Ann de Judy Reyes en el capítulo resumen, a modo de parodia, de la primera temporada de Claws, que se tituló Queens on Claws. En 2017 fue la anfitriona de su propia serie web de WoWPresents, La Vida De Valentina, que se desarrolló durante siete episodios.
Valentina apareció en el número de octubre de 2017 de Vogue México, y filmó un vídeo-tutorial de maquillaje para el canal oficial de la revista Vogue en YouTube. También participó en la edición de julio de 2017 de Elle México modelando diseños del mexicano Benito Santos para su campaña Red Carpet 2018. Apareció en el número de enero de 2018 de la revista filipina Preview. La compañía de cosméticos Lush también hizo referencia a la eliminación de Valentina en la publicidad de una de sus máscaras faciales.
En octubre de 2017 Alaska Thunderfuck, ganadora de la segunda edición de Ru Paul's Drag Race: All Stars, hizo una parodia de la canción Despacito llamada Valentina, con una letra sobre la impopular eliminación de Valentina en Drag Race, y sus polémicas posteriores. Así mismo, aparece junto a otras concursantes de Drag Race en el videoclip del cover de Too Funky de George Michael, interpretada por Peppermint y Ari Gold.
En 2018 puso la voz a Aragula, un personaje de la serie web animada Drag Tots, sobre unas superheroínas drag queens bebés.
El 29 de octubre de 2018 se anunció que Valentina interpretará al personaje de Ángel Dumott Schunard en la versión en directo del musical Rent de Fox, programado para enero de 2019.
En 2020 se anunció su incorporación al elenco de la tercera y última temporada de la famosa serie Mexicana de Netflix, La Casa de las flores.

### RuPaul's Drage Race: All Stars
En 2017 se rumoreó que participaría en la tercera edición de All Stars, pero Valentina rechazó la invitación.
El 9 de noviembre de 2018, Valentina fue anunciada como una de las participantes de la temporada 4 de RuPaul Drag Race: All Stars.
Fue eliminada en el episodio 7 frente a Naomi por decisión de Latrice.

## Películas

### Televisión
| Año  | Título                                      | Papel                 | Notas                                                            |
| ---- | ------------------------------------------- | --------------------- | ---------------------------------------------------------------- |
| 2017 | RuPaul s Drag Race (temporada 9)            | Valentina             | Concursante (7.º lugar - Miss Simpatía)                          |
| 2017 | Claws                                       | Quiet Ann             | En el capítulo resumen de la primera temporada (Queens of Claws) |
| 2018 | America's Next Top Model                    | Valentina             | Invitada (1 episodio)                                            |
| 2018 | RuPaul s Drag Race: All Stars (temporada 4) | Valentina             | Concursante (7.º lugar)                                          |
| 2019 | Rent                                        | Ángel Dumott Schunard |                                                                  |
| 2020 | La casa de las flores                       | Valentina             | Invitada                                                         |
| 2023 | Drag Race México                            | Valentina             | Presentadora                                                     |

### Series web
| Año  | Título                    | Papel          | Notas        |
| ---- | ------------------------- | -------------- | ------------ |
| 2017 | La Vida De Valentina      | Valentina      | Presentadora |
| 2017 | Drag Tots                 | Voz de Aragula | Animación    |
| 2018 | Hey Kween!                | Valentina      | 1 episodio   |
| 2023 | La Usurpadora: El Musical | Valentina      | Lydia        |

### Videoclip
| Año  | Título                             | Papel            |
| ---- | ---------------------------------- | ---------------- |
| 2017 | Too Funky                          | Valentina        |
| 2019 | Yo Soy Su Vida de Gloria Trevi     | Amante de Gloria |
| 2019 | Abranse Perras de Gloria Trevi     | Valentina        |
| 2020 | I’m Ready de Sam Smith             | Valentina        |
| 2020 | La Mexicana de Paty Cantú, Hispana | Valentina        |
| 2021 | Don't Go Yet de Camila Cabello     | Valentina        |